# Várzea (Felgueiras)
Várzea é uma localidade portuguesa do Município de Felgueiras que foi sede da extinta Freguesia de Várzea, freguesia que tinha 2,81 km² de área e 2 859 habitantes (2011), e, por isso, uma densidade populacional de 1 017,4 hab./km².
A Freguesia de Várzea foi extinta em 2013, no âmbito de uma reforma administrativa nacional, para, em conjunto com as Freguesias de Margaride, Lagares, Varziela e Moure, formar uma nova freguesia denominada União das Freguesias de Margaride (Santa Eulália), Várzea, Lagares, Varziela e Moure com a sede em Margaride..
Esta localidade está historiada no livro "S. Jorge de Várzea - História e devoção", do historiador felgueirense Armando Pinto, publicado em 2006 e com edição da Paróquia local.

## População
| População da freguesia de Várzea | População da freguesia de Várzea | População da freguesia de Várzea | População da freguesia de Várzea | População da freguesia de Várzea | População da freguesia de Várzea | População da freguesia de Várzea | População da freguesia de Várzea | População da freguesia de Várzea | População da freguesia de Várzea | População da freguesia de Várzea | População da freguesia de Várzea | População da freguesia de Várzea | População da freguesia de Várzea | População da freguesia de Várzea |
| -------------------------------- | -------------------------------- | -------------------------------- | -------------------------------- | -------------------------------- | -------------------------------- | -------------------------------- | -------------------------------- | -------------------------------- | -------------------------------- | -------------------------------- | -------------------------------- | -------------------------------- | -------------------------------- | -------------------------------- |
| 1864                             | 1878                             | 1890                             | 1900                             | 1911                             | 1920                             | 1930                             | 1940                             | 1950                             | 1960                             | 1970                             | 1981                             | 1991                             | 2001                             | 2011                             |
| 497                              | 447                              | 495                              | 535                              | 553                              | 533                              | 572                              | 747                              | 845                              | 1 248                            | 1 703                            | 2 037                            | 2 036                            | 2 412                            | 2 859                            |

| Distribuição da População por Grupos Etários | Distribuição da População por Grupos Etários | Distribuição da População por Grupos Etários | Distribuição da População por Grupos Etários | Distribuição da População por Grupos Etários | Distribuição da População por Grupos Etários | Distribuição da População por Grupos Etários | Distribuição da População por Grupos Etários | Distribuição da População por Grupos Etários | Distribuição da População por Grupos Etários |
| -------------------------------------------- | -------------------------------------------- | -------------------------------------------- | -------------------------------------------- | -------------------------------------------- | -------------------------------------------- | -------------------------------------------- | -------------------------------------------- | -------------------------------------------- | -------------------------------------------- |
| Ano                                          | 0-14 Anos                                    | 15-24 Anos                                   | 25-64 Anos                                   | > 65 Anos                                    |                                              | 0-14 Anos                                    | 15-24 Anos                                   | 25-64 Anos                                   | > 65 Anos                                    |
| 2001                                         | 538                                          | 414                                          | 1 254                                        | 206                                          |                                              | 22,3%                                        | 17,2%                                        | 52,0%                                        | 8,5%                                         |
| 2011                                         | 530                                          | 399                                          | 1 606                                        | 324                                          |                                              | 18,5%                                        | 14,0%                                        | 56,2%                                        | 11,3%                                        |